# Artoriopsis joergi
Artoriopsis joergi là một loài nhện trong họ Lycosidae.
Loài này thuộc chi Artoriopsis. Artoriopsis joergi được Volker W. Framenau miêu tả năm 2007.